# Antonino Laudicina
Antonino Laudicina (Trapani, 23 dicembre 1948) è un politico italiano, già sindaco di Trapani e presidente della Provincia di Trapani.

## Biografia
Medico dentista, diviene negli anni '80 consigliere comunale della Democrazia Cristiana, e successivamente assessore comunale. Aderente alla corrente morotea, diviene segretario provinciale della DC. Consigliere provinciale, nel 1993 per pochi mesi è presidente della Provincia di Trapani. Con la fine della DC aderisce al PPI con il quale è candidato alla Camera nel 1994 nel collegio maggioritario di Trapani, ma ottiene il 16,6 % e non è eletto.
Torna in politica nel giugno 1998 ed è eletto sindaco di Trapani, in una coalizione di centro destra, nella quale Laudicina è indipendente vicino al CCD.
Arrestato il 24 aprile 2001 per un'inchiesta su corruzione per la gestione degli asili comunali. Assolto in appello nel 2006, la Cassazione annulla la sentenza nel 2007 e dispone un nuovo processo. Il 14 marzo 2011 la seconda sezione della Corte d'Appello di Palermo lo assolve definitivamente dall'accusa di corruzione.
Il padre, Domenico Laudicina, era già stato sindaco di Trapani dal 1956 al 1957.